# Streets of Fire
Streets of Fire, med undertiteln "A Rock & Roll Fable", är en amerikansk actionfilm från 1984.

## Handling
Rockstjärnan Ellen Aim (Diane Lane) rövas bort av Raven (Willem Dafoe) och hans motorcykelgäng The Bombers. Hennes expojkvän Cody (Michael Paré) återvänder till stan för att rädda henne, assisterad av hennes manager och nuvarande pojkvän Billy Fish (Rick Moranis) och sluggern McCoy (Amy Madigan). Det hela utspelar sig på odefinierad plats och tid, men det rör sig om en starkt 1950-talsinfluerad dystopisk storstad.

## Om filmen
Streets of Fire regisserades av Walter Hill. Musiken, skriven av bland andra Ry Cooder och Jim Steinman, är en viktig del av filmen, som stundtals liknar en rockvideo. Namnet på filmen kommer från en låt på Bruce Springsteens album Darkness on the Edge of Town. Låten var från början tänkt att vara med i filmen, men Springsteen vägrade låta någon annan artist sjunga den.
Dan Hartman hade vissa framgångar med låten I Can Dream About You från filmens soundtrack, som sattes ihop av Jim Steinman.

### Soundtrack
1. Fire Inc. - "Nowhere Fast" 6:02
2. Marilyn Martin - "Sorcerer" 5:06
3. The Fixx - "Deeper and Deeper" 3:45
4. Greg Phillinganes - "Countdown to Love" 3:00
5. The Blasters - "One Bad Stud" 2:28
6. Fire Inc. - "Tonight Is What It Means to Be Young" 6:58
7. Maria McKee - "Never Be You" 4:06
8. Dan Hartman - "I Can Dream About You" 4:07
9. Ry Cooder - "Hold That Snake" 2:36
10. The Blasters - Blue Shadows 3:17

## Rollista (i urval)
- Michael Paré - Tom Cody
- Diane Lane - Ellen Aim
- Rick Moranis - Billy Fish
- Amy Madigan - McCoy
- Willem Dafoe - Raven Shaddock
- Deborah Van Valkenburgh - Reva Cody
- Lynne Thigpen - motorkvinna i tunnelbana